# Octotemnus michiochujoi
Octotemnus michiochujoi is een keversoort uit de familie houtzwamkevers (Ciidae). De wetenschappelijke naam van de soort werd in 2005 gepubliceerd door Kawanabe.